# アヴァターラ

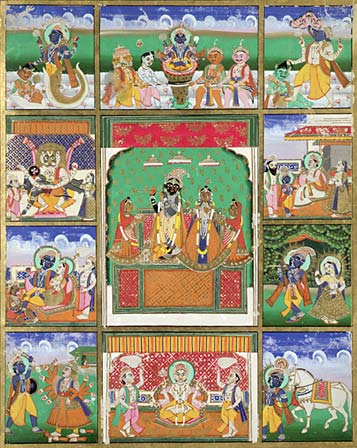
ヴィシュヌの10の化身を描いた絵画

ヒンドゥー教において、アヴァターラ（サンスクリット: अवतार, Avatāra）とは、不死の存在、または究極に至上な存在の「化身」「権現」（肉体の現れ）である。これはサンスクリットで「低下、転落、降下」を意味し、通例特別な目的の為に死のある者への意図的な転落を意味する。ヒンドゥー教ではこの語を主に救済の神ヴィシュヌの化身へ使う。ダシャーヴァターラ（下述）はヴィシュヌの特に偉大な10の化身である。
キリスト教やシヴァ派と違い、ヴァイシュナヴァ派（ヴィシュヌ派）は正義（ダルマ）が衰え悪が栄えた時に神はいつでも特別な姿（人間を含む）をとると信じている。ヴィシュヌのアヴァターラのクリシュナは、ラーマーヌジャとマドヴァにより支持されるヴァイシュナヴァ派とガウディーヤ・ヴァイシュナヴァ派によれば、『バガヴァッド・ギーター』の中でこう言った「善を護るため、悪を滅ぼすため、正義を確立するため、私は時代から時代へ出現する。」（『バガヴァッド・ギーター』、4章8節）全ての出来事において、全てのヒンドゥー教徒は、それが全てヴィシュヌに結びつくとして、ヴィシュヌとそのアヴァターラの信仰の間に違いがないと信じる。

## 教義と意義
アヴァターラ（ヴィシュヌの化身、動物または人の形をとる神）の教えはヒンドゥー叙事詩の哲学に反映されている。
叙事詩に登場するヴィシュヌの主なアヴァターラは『ラーマーヤナ』の英雄ラーマと『マハーバーラタ』のパーンダヴァの友人クリシュナである。ヴェーダの超人的なデーヴァ（神）のサンヒターとくまなく普及したブラフマンの抽象的なウパニシャッドの概念と異なり、これら叙事詩のアヴァターラはサグナ・ブラフマンとニルグナ・ブラフマンのいずれかで表される超越者と単なる人間の間の仲介者である。
この教えは神が全く洗練されていなくても正しく評価され得る形で自身を明示したこと、また多くのそれが意味することによりヒンドゥー教徒の信仰生活に大きな影響を及ぼした。ラーマとクリシュナはヒンドゥー教徒の間で数千年にわたり愛され信仰された神の出現として顕著に残されている。根本的な単一性ブラフマンのウパニシャッドの概念はヒンドゥー教思想の頂点であるため多くの人々により崇敬される。またアヴァターラの概念は、平均的なヒンドゥー教徒に対して、邪悪な時代の人間を救うためヒンドゥーの最高の単一神性が出現するという概念を提供する。ヒンドゥーの創造と破壊の周期はアヴァターラの思想の原点を含んでおり、世界の終わりに現れる最後の破壊的な力としてヴィシュヌの最後のアヴァターラ、カルキが大きな役割を果たすとされる。
ラーマとクリシュナはさておき、多くの他の人間か動物の姿が地上または宇宙のどこかに現れる。教典にはブラフマーとシヴァのアヴァターラは書かれていない（彼等自体はグナのアヴァターラに含まれる）が、ヴィシュヌは何度もアヴァターラとして降誕したことが記される。多くのヒンドゥー教徒は、『ラーマーヤナ』に基づいて、シヴァはかつて猿神ハヌマーンとして化身したと断言する。ハヌマーンは風を発生させるデーヴァ、ヴァーユの息子としてよく知られている（ハヌマーンはジャングルに棲んでジャングルに棲む人々を意味するヴァナラと呼ばれ、最も偉大なヴィシュヌの信仰者の一人であった）。

## 10のアヴァターラ、またはダシャーヴァターラ

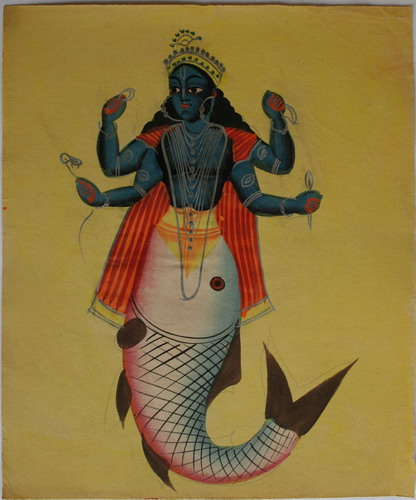
マツヤ

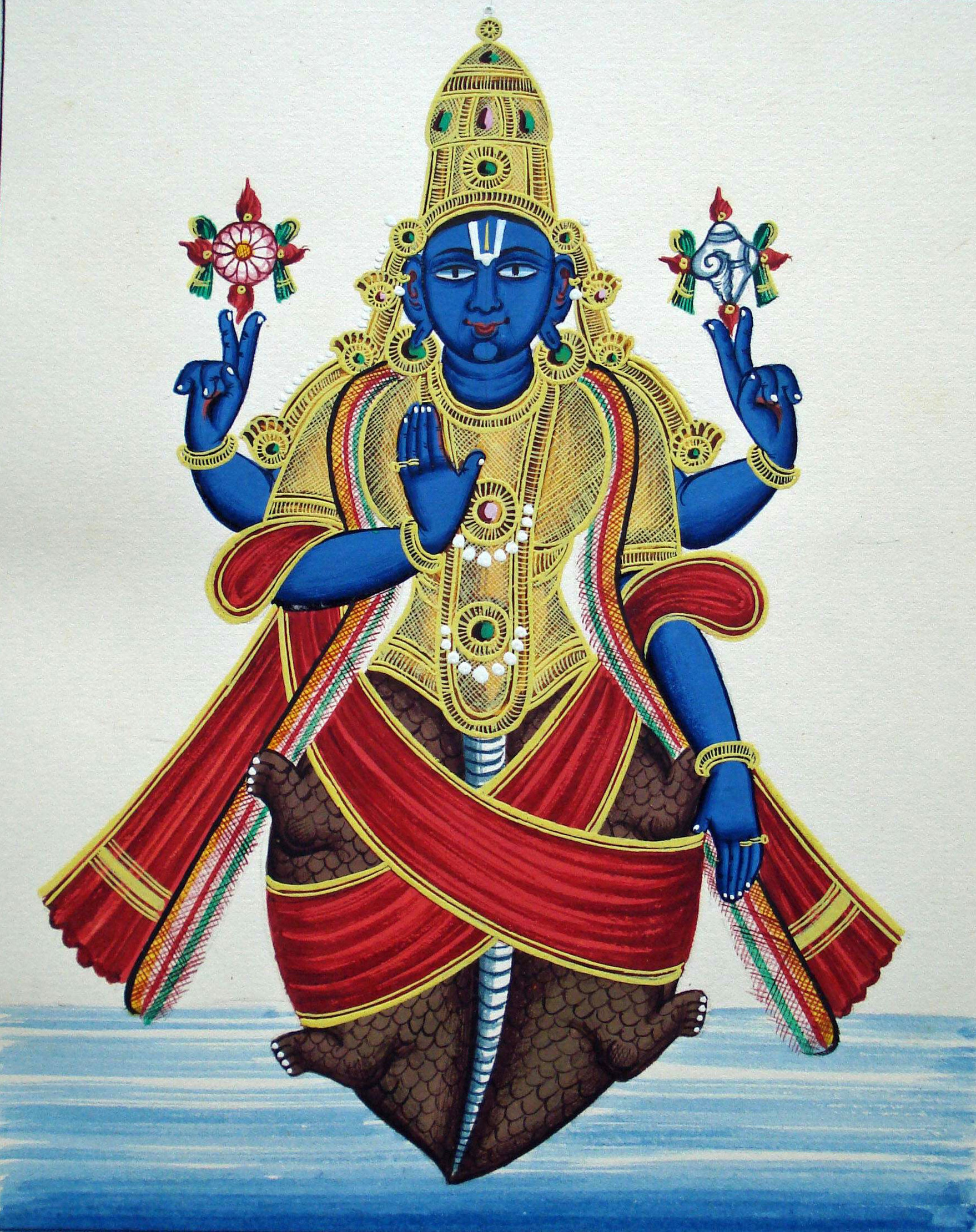
クールマ

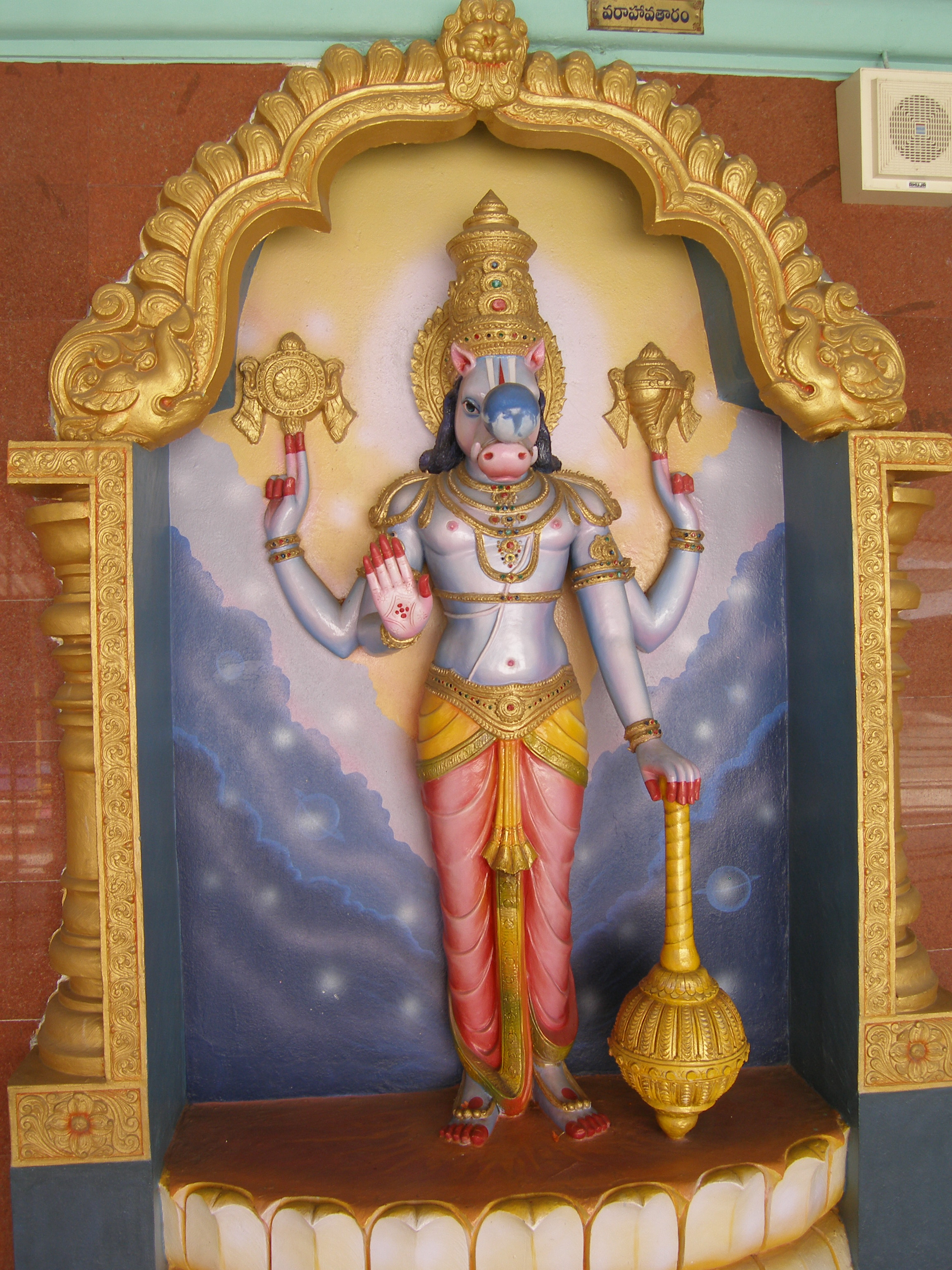
ヴァラーハ

ヴィシュヌのマハー・アヴァターラ（偉大な化身）は10あると言われ、十化身（ダシャーヴァターラ；dashaはサンスクリットで10を意味する）として有名である：
1. マツヤ、魚
2. クールマ、亀
3. ヴァラーハ、猪
4. ナラシンハ、人獅子(Nara=人, simha=ライオン)
5. ヴァーマナ、矮人
6. パラシュラーマ、斧を持ったラーマ
7. ラーマ、シュリ・ラマチャンドラ、アヨーディヤーの王
8. クリシュナ（闇または黒；他の意味は彼に関する記事を参照）
9. バララーマ（鋤を握る者）またはブッダ（後述）
10. カルキ（「永遠」または「時間」または「汚物の破壊者」）、我々が現在存在している時期で、西暦428899年に終りを迎えるカリ・ユガの最後に出現すると予測される。

## バーガヴァタ・プラーナの22のアヴァターラ
『バーガヴァタ・プラーナ』1.3でヴィシュヌの22のアヴァターラがリストされている。
1)クマーラ（チャトゥルサナ）（Catursana） 2)ヴァラーハ（Varaha） 3)ナーラダ（Narada） 4)ナラ・ナーラーヤナ（Nara-Narayana） 5)カピラ（Kapila） 6)ダッタートレーヤ（Dattatreya） 7)ヤジュニャ（Yajna）8) リシャバ（Rsabha） 9)プリトゥ（Prithu） 10)マツヤ（Matsya） 11)クールマ（Kurma） 12)ダンヴァンタリ（Dhanvantari） 13) モーヒニー（Mohini） 14)ナラシンハ（Narasimha） 15)ヴァーマナ（Vamana） 16)ブリグパティ（パラシュラーマ）（Parasurama） 17)ヴィヤーサ（Vyasa） 18) ラーマ（Rama） 19)バララーマ（Balarama） 20)クリシュナ（Krsna） 21)ブッダ（Buddha） 22)カルキ（Kalki）

## 九番目のアヴァターラ：バララーマかブッダか
- 「ヒンドゥー教における釈迦」を参照

バララーマはプラーナ文献の伝統による9番目のアヴァターラである。紀元後の最初の1000年の後半、インドで仏教が栄えると共にブッダが9番目のアヴァターラであると言われる事が顕著になり、それはヒンドゥー教に同化された（これがインドでの仏教の衰退に寄与した）。ヴィシュヌ派の詩人ジャヤデーヴァ・ゴスヴァミ（12世紀）の有名な『ギータ・ゴーヴィンダ』の ダシャーヴァターラ・ストートラ ではバララーマ（8番目のアヴァターラとして）とブッダ（9番目のアヴァターラとして）両方が賛美されている。
ブッダはそのため多くのヒンドゥー教徒からブッダデーヴ（「聖なるブッダ」）と見なされる。しかし、仏教徒はブッダをアヴァターラとして考えない。現在のブッダをアヴァターラと考える著名なヒンドゥー思想家にサルヴパッリー・ラーダークリシュナンがいる。
一方、ドヴァイタの支持者は、異なった基準を（即ちヴェーダなどを拒絶して）説くため、特にブッダをアヴァターラと考えずに代わりにバララーマをそうであると考える。バララーマは他のアヴァターラとは違って、ヴィシュヌ自身ではなくむしろヴィシュヌの蛇アナンタである。

## 現代的解釈

### 進化論とアヴァターラ
- 英語版記事 Hindu views on evolutionを参照

アヴァターラが生命と人類の進化を表すという主張が存在する。マツヤは水に棲む生命、クールマは次の段階の水陸両棲、第三の動物、猪のヴァラーハは陸の生命を表し、人獅子のナラシンハは人類の発展の開始、矮人のヴァーマナがこの不完全な発達を象徴し、そして森に棲む賢者パラシュラーマが人類の基本的な発展の完了を意味し、ラーマ王が人の国を治める能力の兆しとなり、ヒンドゥー教によれば64の分野の科学と芸術の専門家であったクリシュナは人の文化的な関心の進歩を示し、啓蒙された存在たるブッダは人の啓蒙と精神的な発達を象徴する（ラーマ以前に王は存在し、クリシュナの前にも科学は探求された様にアヴァターラの時代が必ずしもその時を示す訳ではない事に注意せよ）。しかしながら、このように生物の進化を進歩の歴史ととらえる考え方は本来の進化論にはないものである。

### キアラ・ウィンドライダー
キアラ・ウィンドライダーは著書"Fire from Heaven: Dawn of Golden Age"で、アヴァターラはある程度の沈滞がある時、人間の呼び出しに応じて地上に現れると主張した。アヴァターラはより高い意識の降下であり精神的な存在である必要はない。例えばガンディーは非暴力のアヴァターラ、アルベルト・アインシュタインは物理学のアヴァターラで、全ての高い意識を持って生れたものをアヴァターラと呼べると主張した。この見解はウィンドライダー独自のもので、アヴァターラをヴィシュヌの化身でありダルマを助け悪を滅ぼすための特別な目的を持つと信じるヒンドゥー教徒の伝統的観点を反映したものではない。

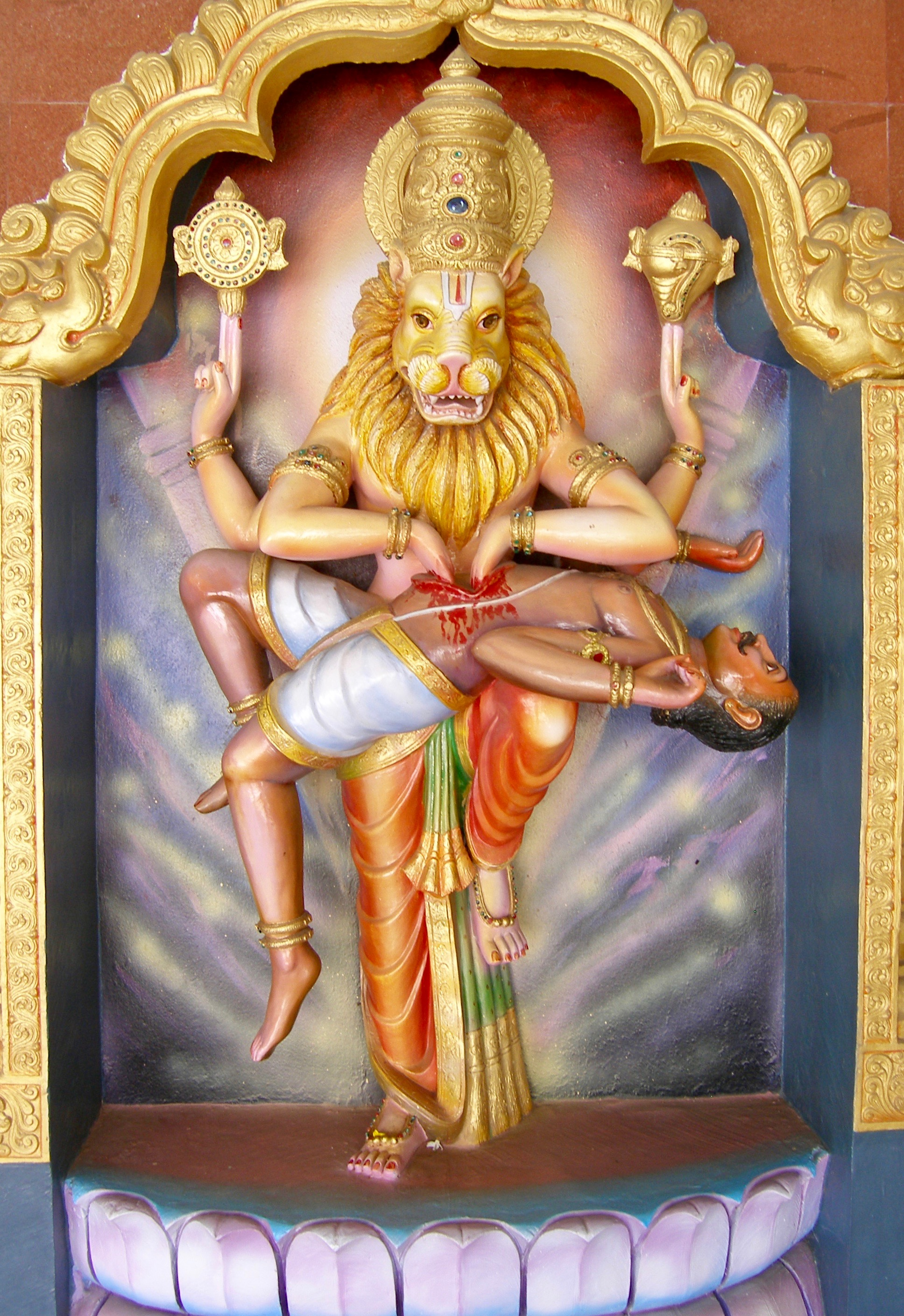
ナラシンハ
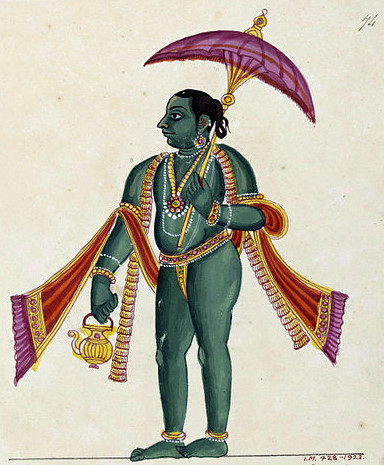
ヴァーマナ
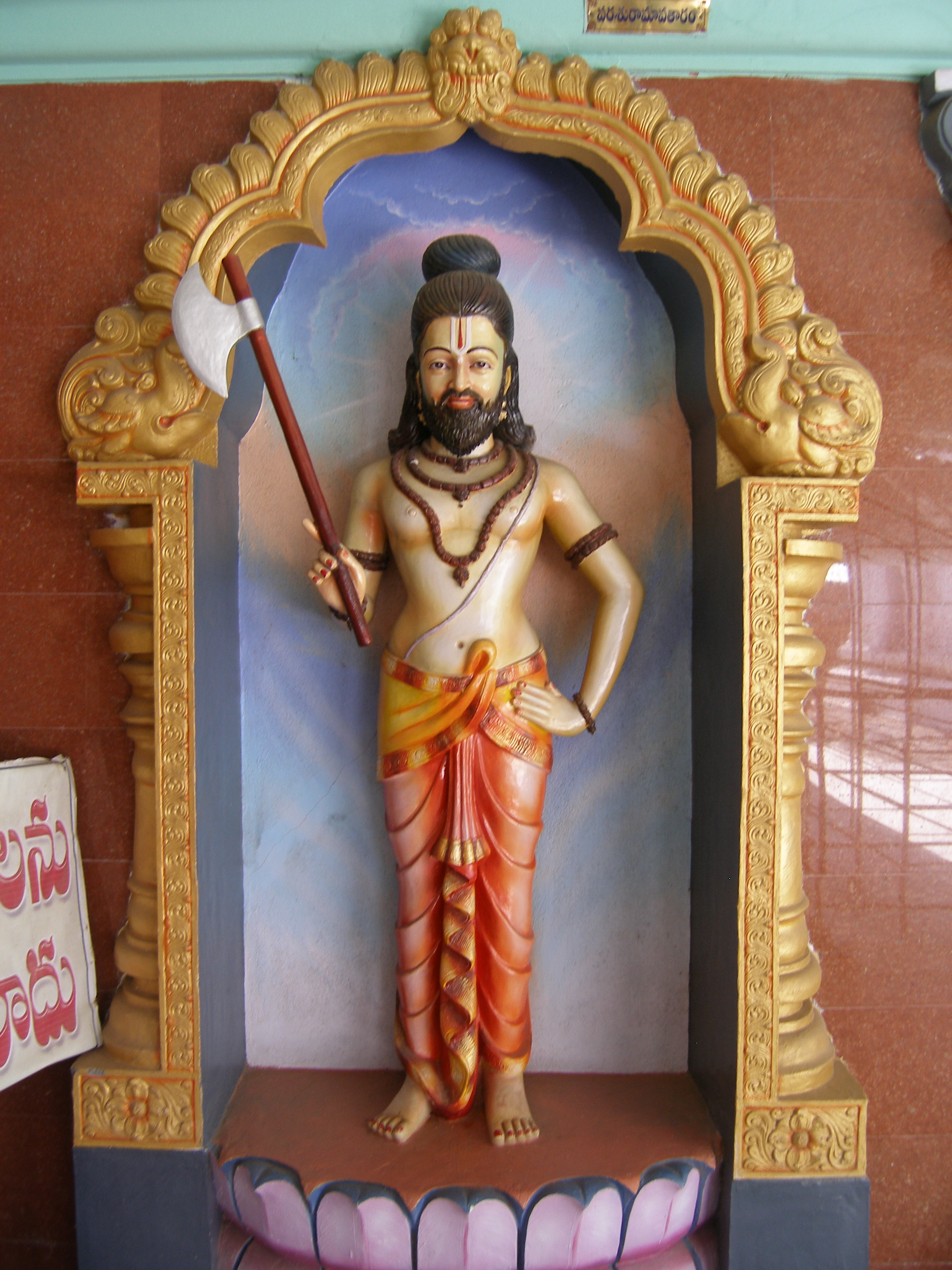
パラシュラーマ
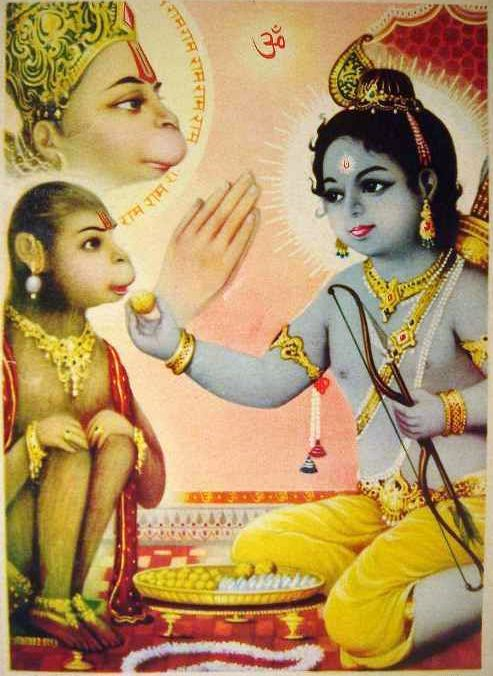
ラーマ
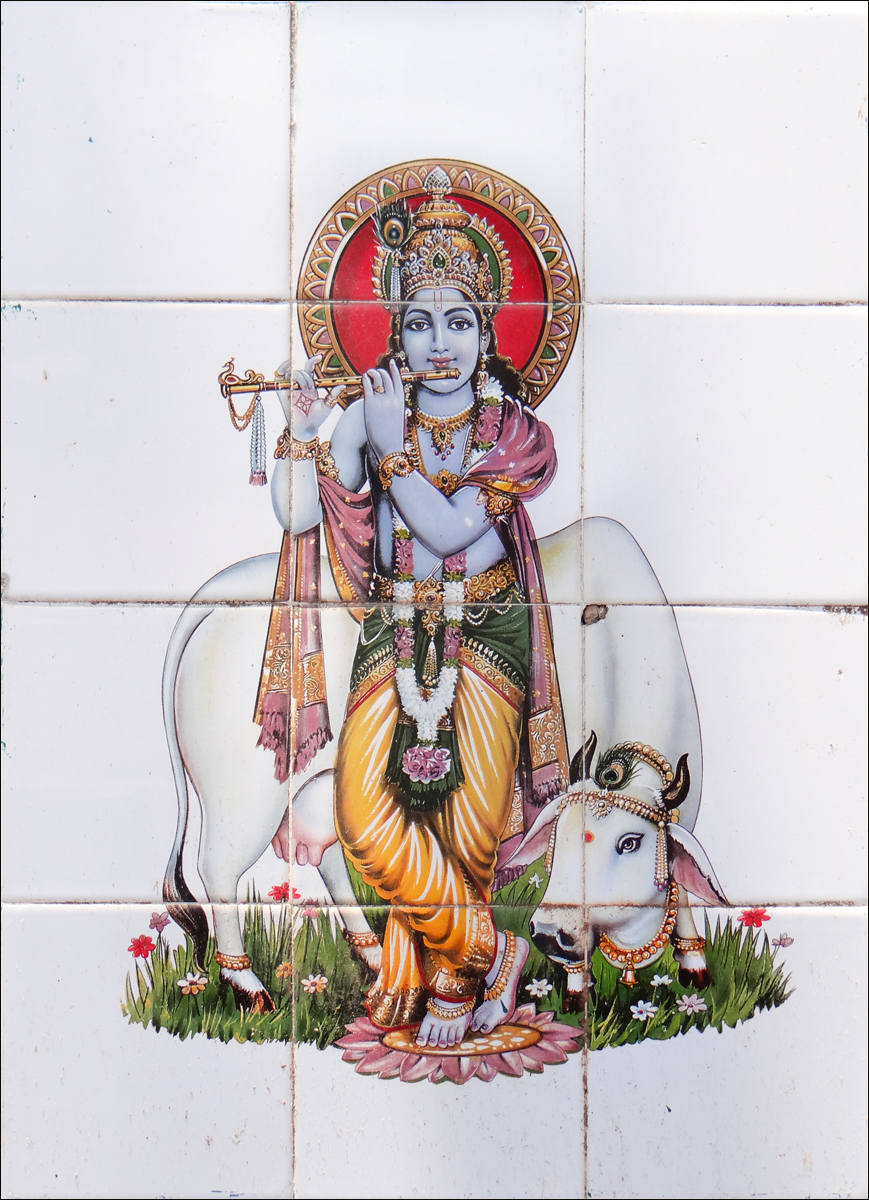
クリシュナ
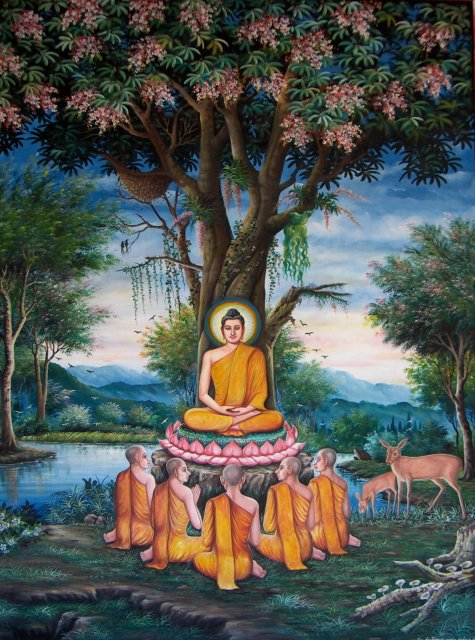
ブッダ
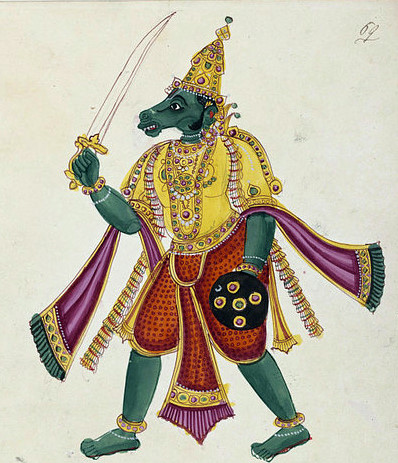
カルキ

## アヴァターラ主張者の一覧
ヒンドゥー教の伝統的な10のアヴァターラ以外に、自分がアヴァターラであると主張したり、アヴァターラであると信奉者が信じている人物が存在する。
- Ayya Vaikundarはアイヤーヴァリの教典『Akilattirattu Ammanai』によればナラヤナの化身として海から生じた。
- チャイタニヤ（1486年 - 1534年）はガウディーヤ・ヴィシュヌ派により、クリシュナの化身であると主張された。
- シルディ・サイ・ババ（18??年 - 1918年）の信奉者の幾人かは、彼がダッタトレーヤの化身であると信じている。
- メヘル・バーバー（1894年 - 1969年）は1954年に、自分はアヴァターラであると主張。
- サティヤ・サイ・ババ（1926年 - 2011年）はシルディ・サイ・ババの転生身及び、シヴァ、シャクティ、クリシュナの化身を主張。
- アディ・ダ（1939年 - ）はカルキの化身と主張。
- サマエル・アウン・ベオール（1917年 - 1977年）は真のカルキとブッダ・マイトレーヤの化身を主張。
- マラヤニ・アンマは真のマラヤニの化身を主張。
- マザー・ミーラ（1960年 - ）はアディパラ・シャクティの化身を主張。
- シュリ・チンモイ（1931年 -  2007年）はアルジュナの化身を主張。

## 参照
1. ↑   Śrīmad-Bhāgavatam (Bhāgavata Purāṇa): Canto 1: Creation, Chapter 3: Kṛṣṇa Is the Source of All Incarnations
2. ↑  Incarnations of Vishnu & Theory of Evolution « Going Insane
3. ↑  Hindu Gods